# Neuville-Saint-Amand
Neuville-Saint-Amand település Franciaországban, Aisne megyében. Lakosainak száma 857 fő (2022. január 1.). Neuville-Saint-Amand Gauchy, Harly, Itancourt, Mesnil-Saint-Laurent, Saint-Quentin, Sissy és Urvillers községekkel határos.

## Népesség
A település népességének változása:
| Lakosok száma | 870  | 732  | 916  | 849  | 872  | 850  | 842  | 846  | 849  | 857  |
|               | 1968 | 1982 | 1990 | 2006 | 2013 | 2015 | 2017 | 2019 | 2020 | 2022 |